# John Beresford Fowler
Pour les articles homonymes, voir John Fowler et Fowler.
John Beresford Fowler CBE (20 juin 1906 - 27 octobre 1977) est un architecte d'intérieur britannique.

## Jeunesse
Fowler est né à Lingfield, Surrey, fils de Robert Richard Fowler, directeur de course à l'hippodrome de Lingfield Park, et de Blanche Forster. Il déménage avec sa famille à Bedford Park, Londres après la mort de son père en 1915. Il fait ses études à l'école préparatoire de Tormore et à l'école Felsted. Il quitte l'école à 16 ans en 1923.

## Carrière
Il rejoint l'entreprise de décoration et d'antiquités Thornton Smith, où il peint des papiers peints de style chinois (vendus comme des originaux du XVIIIe siècle) et apprend d'autres techniques de décoration de peinture, telles que la marbrure et le grainage. Il part travailler dans l'atelier de la décoratrice Margaret Kunzer et commence à décorer des meubles pour Peter Jones. Il crée sa propre entreprise sur King's Road à Chelsea en 1934, puis se lance en affaires avec Sibyl Colefax, fondant Colefax &amp; Fowler. Sa myopie le rend médicalement inapte au service militaire pendant la Seconde Guerre mondiale, mais il devient directeur des raids aériens et infirmier d'hôpital. L'entreprise de décoration traverse une crise pendant les privations de la guerre et de l'austérité d'après-guerre, et l'entreprise est achetée par Nancy Lancaster (alors mariée à Ronald Tree, et plus tard à Claude Lancaster), principalement pour redécorer sa maison à Haseley Court. Leurs personnalités s'affrontent : Nancy Astor les décrit comme "le couple non marié le plus malheureux d'Angleterre".
Il loue le pavillon de chasse à Odiham dans le Hampshire au National Trust en 1947, et son schéma décoratif simple mais élégant a un grand impact. Alors que les restrictions en temps de guerre se sont assouplies, l'entreprise de décoration prospère et Fowler est impliqué dans la redécoration de dizaines de maisons de campagne et de maisons de ville importantes, notamment Radbourne Hall, Daylesford House, Tyninghame House et le Château de Grimsthorpe. Il collabore avec John Cornforth pour écrire English Decoration in the 18th Century, publié en 1976. Il se considère comme un "décorateur haute couture" mais vise une élégance simple ou humble.
Il a également travaillé sur des projets décoratifs pour le Palais de Buckingham, le Palais de Holyrood, Chequers, Chevening, Christ Church, Oxford et la Banque d'Angleterre.
Il est nommé Commandeur de l'Ordre de l'Empire britannique en 1973 et prend sa retraite en 1975, mais est conseiller du National Trust depuis les années 1950 et continue à leur prodiguer ses conseils. Il travaille sur au moins 30 propriétés du National Trust, dont notamment Clandon Park House (en), Sudbury Hall et Erddig.
Il meurt d'un cancer. Il ne s'est jamais marié. Après sa mort, sa maison à Odiham est louée par l'architecte d'intérieur Nicky Haslam (en).